# نفس‌های بی‌هدف
نفس‌های بی‌هدف نام اولین آلبوم رسمی محسن یگانه است که شامل ۱۱ قطعه با آهنگسازی و ترانه‌های خود محسن یگانه است. ملودی قطعهٔ چشمای خیس من برگرفته از قطعهٔ Lathos Anthropos اثر خوانندهٔ یونانی دسپینا وندی است. یک خوانندهٔ ترکیه‌ای به نام Levent Azer آهنگ آخه دل من را کاور کرد و با نام Ah o kalbim منتشر کرد. تنظیم ۹ قطعه آلبوم را شهاب اکبری و تنظیم قطعات «نفس‌های بی‌هدف» و «اینجا جای تو نیست» را خود محسن یگانه انجام داده‌است. البته ترانه نشکن دلمو را یک بار همراه محسن چاوشی خوانده بود.

## فهرست آهنگ‌ها
| شماره | نام                   | سراینده    | آهنگساز    | تنظیم‌کننده | مدت  |
| ----- | --------------------- | ---------- | ---------- | ---------- | ---- |
| ۱.    | «نفس‌های بی‌هدف»        | محسن یگانه | محسن یگانه | محسن یگانه | ۴:۱۳ |
| ۲.    | «آخه دل من»           | محسن یگانه | محسن یگانه | شهاب اکبری | ۴:۲۷ |
| ۳.    | «نخواستم»             | محسن یگانه | محسن یگانه | شهاب اکبری | ۳:۴۲ |
| ۴.    | «گناهی ندارم»         | محسن یگانه | محسن یگانه | شهاب اکبری | ۳:۳۵ |
| ۵.    | «اینجا جای تو نیست»   | محسن یگانه | محسن یگانه | محسن یگانه | ۳:۴۸ |
| ۶.    | «چشمای خیس من»        | محسن یگانه | Phoebus    | شهاب اکبری | ۴:۱۲ |
| ۷.    | «سر تو بالا بگیر»     | محسن یگانه | محسن یگانه | شهاب اکبری | ۳:۲۳ |
| ۸.    | «نشکن دلمو»           | محسن یگانه | محسن یگانه | شهاب اکبری | ۴:۲۳ |
| ۹.    | «هیچکی نمی‌تونه بفهمه» | محسن یگانه | محسن یگانه | شهاب اکبری | ۴:۳۵ |
| ۱۰.   | «بنویس از سر خط»      | محسن یگانه | محسن یگانه | شهاب اکبری | ۳:۲۸ |
| ۱۱.   | «آخه دل من (بی‌کلام)»  |            | محسن یگانه | شهاب اکبری | ۳:۵۵ |